# Lysandra c-nigrum
Lysandra c-nigrum är en fjärilsart som beskrevs av Bright och Leeds 1938. Lysandra c-nigrum ingår i släktet Lysandra och familjen juvelvingar. Inga underarter finns listade i Catalogue of Life.